# Gospodarka Brazylii
Gospodarka Brazylii – dziewiąta największa gospodarka świata i największa gospodarka w Ameryce Południowej. Jest zaliczana do rynków wschodzących i według niektórych analiz może w przyszłości stać się czwartą co do wielkości gospodarką świata, po Chinach, Indiach i Stanach Zjednoczonych.
Gospodarka Brazylii opiera się głównie na usługach (72,7% PKB w 2017). Przemysł odpowiadał za 20,7% PKB, a rolnictwo za 6,6% PKB.

## Rolnictwo

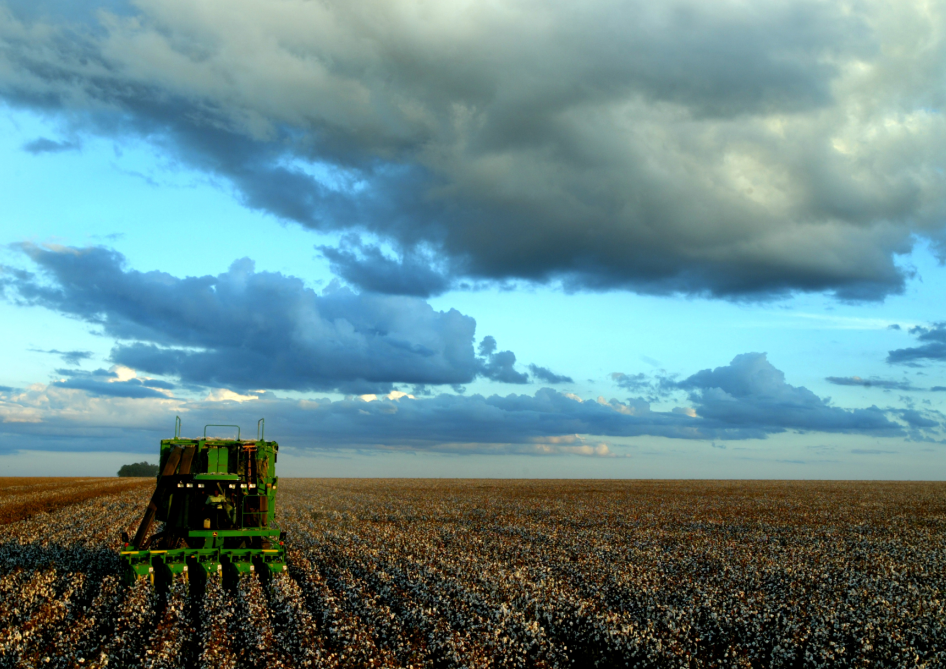
Kombajn John Deere przy zbiorze bawełny w Brazylii

Brazylia od lat zajmuje pierwsze miejsce na świecie w uprawie kawy, trzciny cukrowej, bananów, fasoli, ryżu, tytoniu, pszenicy, słonecznika, bawełny, buraków cukrowych i agawy sizalskiej, a także roślin oleistych (soja) oraz pomarańcze, papai, ananasów, awokado, winorośli i warzyw.
Jest również czołowym producentem soi (2. miejsce na świecie), kakaowca (2. miejsce), kukurydzy (3. miejsce), manioku (2. miejsce) i owoców cytrusowych (4. miejsce). Jest także czołowym krajem hodowli bydła (2. miejsce w świecie) oraz chowu trzody chlewnej (4. miejsce).
W skali światowej niewielkie znaczenie mają wina brazylijskie, mimo to Brazylia jest z 91 000 ha upraw (2012) trzecim krajem Ameryki Południowej pod względem powierzchni winnic.

## Przemysł

### Przemysł wydobywczy

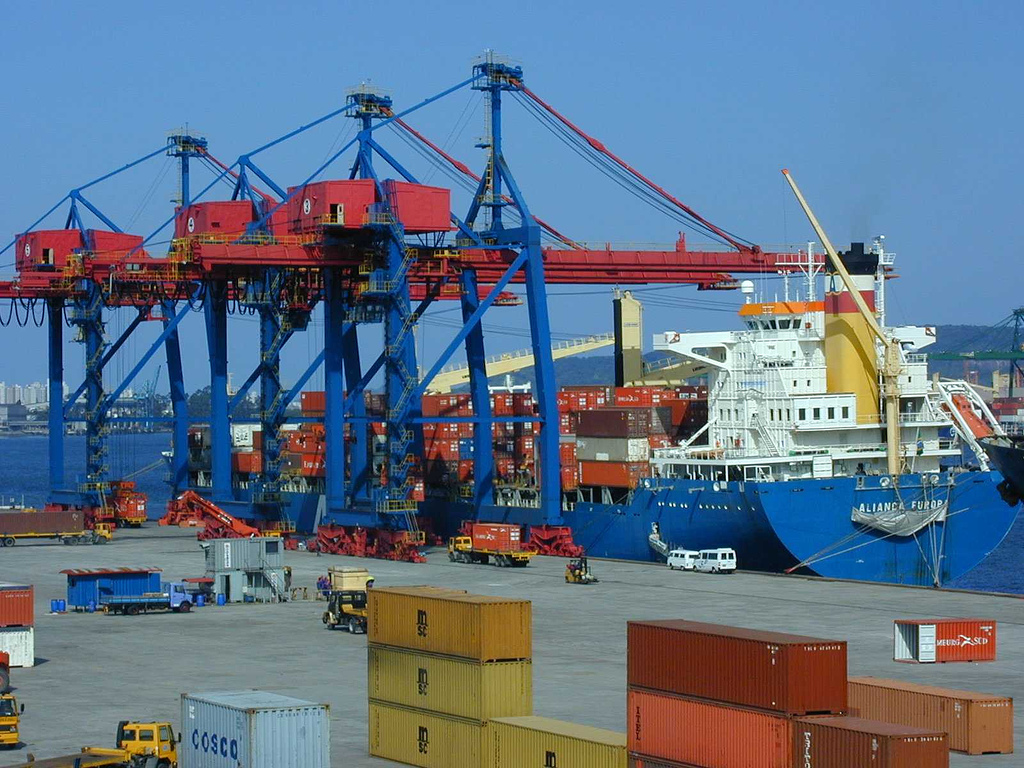
Port Santos

Brazylia jest krajem intensywnie eksploatującym wiele złóż: ropy naftowej, gazu ziemnego, rud żelaza (2. miejsce na świecie), węgla kamiennego, boksytów (4. miejsce), manganu (2. miejsce), cyny (3. miejsce), cyrkonu, rud niobu, fosforytów, cynku, ołowiu, niklu, chromu, siarki, miedzi, uranu, soli kamiennej oraz kamieni szlachetnych i półszlachetnych: diamentów, topazów, ametystów, opali, szmaragdów (2. miejsce), akwamaryny i złota.

### Energetyka
Brazylia jest jednym z największych producentów energii z odnawialnych źródeł, uzyskując ponad 85% swojej energii elektrycznej z elektrowni wodnych. W 2010 roku elektrownie wodne dostarczyły jej 396 TWh energii (2. miejsce na świecie po Chinach). Na granicy z Paragwajem znajduje się druga pod względem wielkości na świecie elektrownia wodna, Itaipu.

## Transport

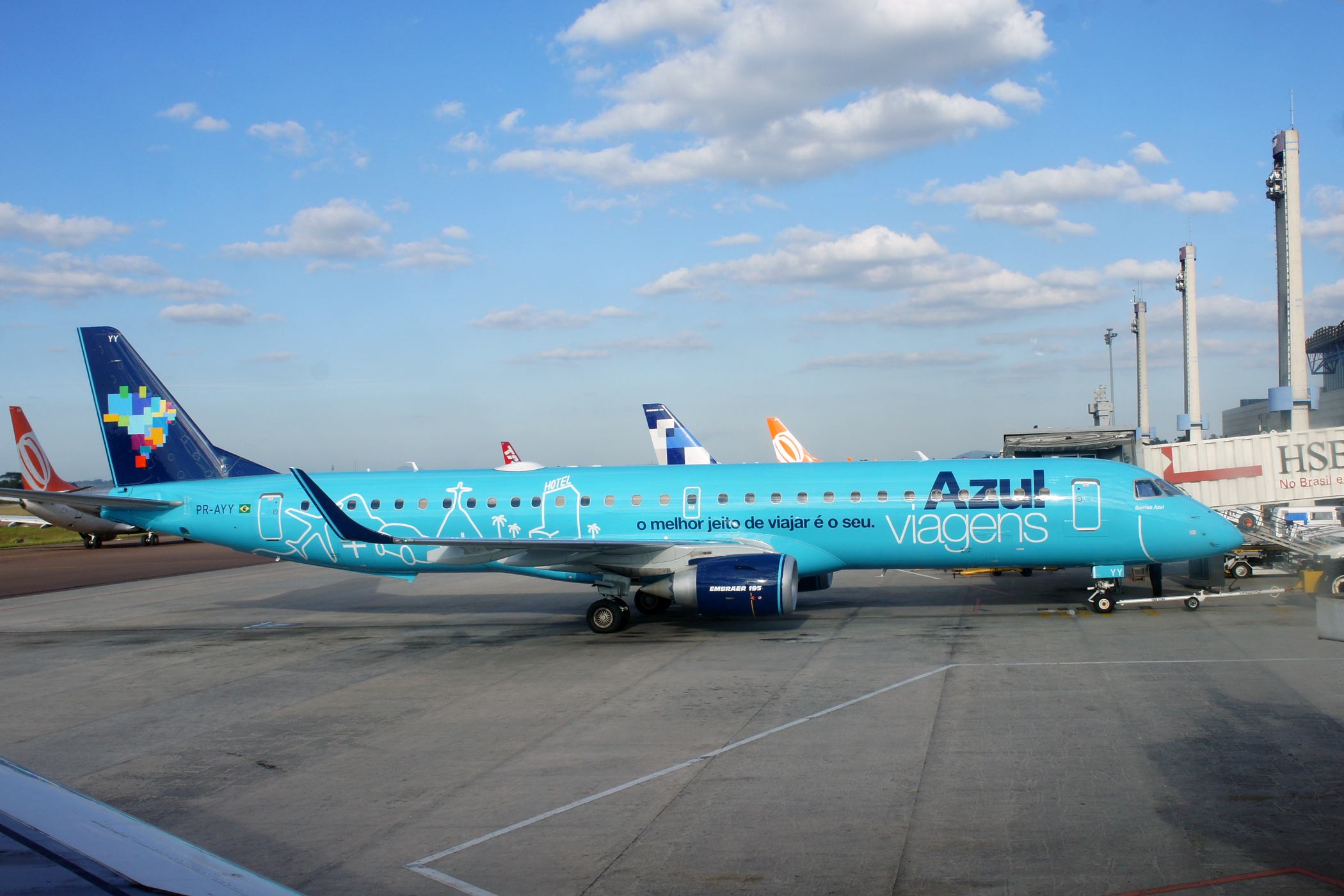
samolot Embraer 195 brazylijskich linii lotniczych Azul Linhas Aéreas na lotnisku Afonso Pena w Kurytybie

W Brazylii duże znaczenie ma transport lotniczy. Międzynarodowe porty lotnicze znajdują się w 20 miastach: m.in. dwa w Rio de Janeiro, dwa w São Paulo, w Brasílii i inne.

## Giełda
W São Paulo znajduje się giełda papierów wartościowych na której notowane są akcje spółek. m.in.: Embraer, Petrobras.

## Formy prowadzenia działalności gospodarczej
Aby wejść na brazylijski rynek, zagraniczny producent może założyć w Brazylii spółkę.
Przeważnie nowo zakładana spółka przyjmuje formę spółki handlowej (Sociedade Mercantil). Spółki handlowe muszą być zarejestrowane w odpowiednim rejestrze handlowym w stanie, w którym spółka będzie miała siedzibę.
Sprawa osobistej odpowiedzialności oraz możliwości jakie stwarza zasada ograniczonej odpowiedzialności mają duży wpływ w momencie podjęcia decyzji o formie jaką przyjmie zakładana spółka. Ponieważ nie istnieje wymaganie odnośnie do minimalnego kapitału koniecznego do założenia spółki, większość firm zakładanych jest w formie niżej opisanej spółki z ograniczoną odpowiedzialnością.

### Spółka z ograniczoną odpowiedzialnością (Ltda.)
W przypadku spółki z ograniczoną odpowiedzialnością inwestor ma możliwość skorzystania z zalet, jakie niesie ze sobą odpowiedzialność ograniczona do wysokości kapitału przy jednoczesnym braku wymagań odnośnie do jego minimalnego i maksymalnego poziomu. W Brazylii spółki z ograniczoną odpowiedzialnością są formą zalecaną dla zagranicznych inwestorów, którzy pragną otworzyć małe lub średnie przedsiębiorstwo. Dodatkowo ustawodawstwo podatkowe dotyczące spółek z o.o. i akcyjnych nie różni się, w przeciwieństwie do regulacji prawnych w niektórych krajach europejskich.
W spółce z o.o. musi być co najmniej dwóch wspólników. Poza przypadkami o szczególnym znaczeniu społecznym nie istnieją ograniczenia co do udziałów obejmowanych przez partnera zagranicznego. Partner zagraniczny nie musi mieć prawa pobytu w Brazylii; niemniej jednak wymagany jest choćby symboliczny udział osoby z prawem pobytu, np. biuro prawne.
Osoba zarządzająca spółką musi mieć jednak prawo stałego pobytu w Brazylii.
Dopiero po zarejestrowaniu w Rejestrze Handlowym spółka staje się osobą prawną. Kolejnym wymaganym rejestrem jest numer identyfikacji podatkowej (CNPJ). Przyznaje go właściwy terytorialnie federalny organ podatkowy.

### Spółka akcyjna (S/A)
Do założenia spółki akcyjnej wymagani są co najmniej dwaj udziałowcy. Obaj mogą być Brazylijczykami albo też obcokrajowcami bez prawa pobytu w Brazylii. W tym drugim przypadku muszą oni ustanowić swojego reprezentanta w Brazylii.
Spółki akcyjne mogą, ale nie muszą być notowane na giełdzie papierów wartościowych. W przypadku, gdy spółka jest notowana na giełdzie istnieje szereg procedur dotyczących publicznego ogłaszania oferty na akcje oraz pozyskiwania kapitału. Dane dotyczące spółek nienotowanych na parkiecie nie muszą być publikowane.